# أوليفر لي
أوليفر لي (بالإنجليزية: Oliver Lee)‏ هو ممثل بريطاني، ولد في 14 فبراير 1986 في المملكة المتحدة.

## وصلات خارجية
- أوليفر لي على موقع IMDb (الإنجليزية)
- أوليفر لي على موقع قاعدة بيانات الفيلم (الإنجليزية)